# Jacques Brel (film)
Pour les articles homonymes, voir Jacques Brel et Brel (homonymie).
Pour plus de détails, voir Fiche technique et Distribution.
Jacques Brel (ou Brel) est un  documentaire réalisé par Frédéric Rossif, sorti en 1982.
Il évoque la vie et l'œuvre de Jacques Brel, et a été présenté hors compétition au Festival de Cannes.

## Fiche technique
- Titre : Jacques Brel
- Réalisation : Frédéric Rossif
- Scénario : Claude Fléouter, Frédéric Rossif
- Montage : Marie-Sophie Dubus
- Production : Bel-Air Productions, Eddie Barclay, Télé Hachette
- Format : Noir et blanc
- Date de sortie :
  - France : 9 juin 1982

## Distribution
- Jacques Brel (images d'archive)